# Escapulario del Carmen

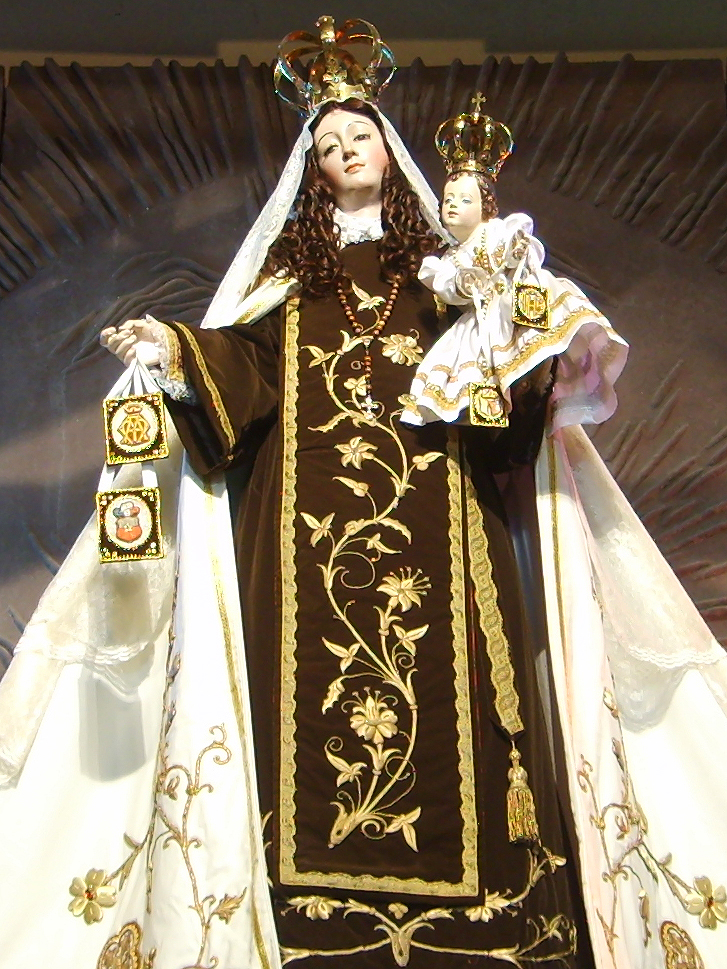
Nuestra Señora del Carmen estatua en Chile con su Escapulario café

El Escapulario de Nuestra Señora del Monte Carmelo, también conocido como escapulario del Carmen es el hábito de la Orden Carmelita, orden mendicante bajo la protección y patronato de Nuestra Señora del Monte Carmelo, advocación de la Virgen María como Reina y Señora del Monte Carmelo. En su versión reducida, es ampliamente conocido en la Iglesia Católica como sacramental y ha servido, probablemente, como prototipo del resto de escapularios. La fiesta litúrgica del Nuestra Señora del Monte Carmelo, el 16 de julio, se asocia popularmente a la devoción al Escapulario.
Según la Congregación para el Culto Divino de la Santa Sede, el Escapulario del Carmen es un signo exterior de la relación especial, filial y confiada, que se establece entre la Virgen, Reina y Madre del Carmelo, y los devotos que se confían a ella con total entrega y recurren con toda confianza a su intercesión maternal; recuerda la primacía de la vida espiritual y la necesidad de la oración. la virgen prometió a San Simón Stock (siglo XIII) que los que murieran con su escapulario no se condenarían.

## Origen e historia de la devoción
En su origen como vestidura, el escapulario era un tipo de ropa de trabajo, principalmente usada por monjes, consistente en una pieza grande de ropa por delante y por detrás, unida sobre los hombros con tiras de tela. El escapulario forma parte del hábito de diversas órdenes, incluyendo a los hermanos de Santa María del Monte Carmelo, los Carmelitas. Se cree que los primeros ermitaños carmelitas que vivieron en el Monte Carmelo, en Tierra Santa durante el siglo XII vistieron una túnica con un cinto y capa típica de los peregrinos, cuando los carmelitas volvieron a Europa, a mediados del siglo XIII y se convirtieron en una orden de frailes mendicantes adoptaron un nuevo hábito que incluía la túnica marrón anudada a la cintura, escapulario marrón, capucha y capa blanca.
Según la tradición, la Virgen María se apareció a San Simón Stock, que era Prior General de la Orden del Carmen a mediados del siglo XIII. La primera referencia a esta tradición, datada del siglo XIV, explica que San Simón Stock era inglés, hombre de gran santidad y devoción, que siempre en sus plegarias pedía a la Santísima Virgen que favoreciera a su orden con algún privilegio singular. Ésta se le apareció portando en las manos el Escapulario y diciéndole 'Este es para ti y los tuyos un privilegio: quien lo porte será salvado de todo".
La tradición nos dice que la Virgen se apareció a san Simón Stock en el año de 1251 y le entregó el Escapulario, signo de Consagración a Cristo imitando a María y signo de la protección y predilección de la Virgen. 
La tradición marca el año 1251, pero no el día preciso. La fiesta del 16 de julio (aunque muchos creen que se apareció ese día) tiene origen en una fiesta antigua de los Carmelitas para dar gracias a la Virgen por su patrocinio. Después se convirtió en la fiesta titular. 
En la Edad Media, el hábito era una parte esencial de la identidad de los miembros de las órdenes religiosas. Quitarse el hábito equivalía a dejar la Orden La Constitución Carmelita de 1369 estipula excomunión automática para los carmelitas que cantaran misa sin el escapulario, las constituciones de 1294 y 1324 consideraban una falta seria dormir sin el escapulario.
Según Hugh Clarke, O.Carm, Los orígenes de la devoción al Escapulario se encuentran en los deseos de los laicos durante la Edad Media de llegar a una fuerte relación con la Orden Carmelita y su espiritualidad. Era costumbre para los laicos que pertenecían a confraternidades, órdenes terceras, etc. afiliadas a órdenes religiosas vestir algunos signos distintivos de pertenencia, frecuentemente alguna parte derivada del hábito religioso como el cordón, la capa, el hábito, o el escapulario. Durante parte de su historia, los afiliados laicos a la orden carmelita, vestían el manto blanco de los frailes o incluso el hábito entero El pequeño escapulario marrón y la promesa de salvación de María del portador empezó a ser promovido entre el laicado en la forma actual por Giovanni Battista Rossi, prior general de los Carmelitas 1564-1578.
El Escapulario carmelita estuvo muy extendido en Europa al final del siglo XVI En 1600, el carmelita Egidio Leoindelicato da Sciacca publicó un libro titulado "Giardino Carmelitano" que incluía las fórmulas de bendición para los hermanos y hermanas de la Compagnia della Madonna del Carmine (laicos que han recibido el hábito completo de la orden) y la fórmula de bendición del escapulario para los Devoti della Compagnia Carmelitana. Esta es, aparentemente, la primera forma de bendición del pequeño escapulario. Se apunta también que la fórmula para las hermanas no contiene referencia alguna al escapulario, mientras que para los hermanos hay una fórmula especial de bendición del escapulario.

Escapulario del Carmen

## Dificultades históricas
Con el moderno estudio académico de los primeros siglos de la Orden Carmelita, aparecieron grandes dificultades para la historicidad de la aparición de Nuestra Señora a San Simón Stock. La primera mención de la aparición es de finales del siglo XIV, casi 150 años tras la fecha en la que generalmente se databa la aparición, 1251, y no existen referencias en las primeras noticias sobre la vida y milagros de San Simón Stock. La historia del hábito y legislación carmelita y discusiones sobre el mismo dentro de la orden durante este período, no hacen mención ni referencia implícita a una tradición sobre la concesión de la Virgen del Escapulario a los Carmelitas, ni los principales escritores carmelitas del siglo XIV, como John Baconthorpe, mencionan el escapulario. Existen pruebas históricas de que en 1375, un carmelita inglés llamado Nicholas Hornby abrió un debate público con un fraile dominico, en el que Hornby ridiculizaba la reivindicación de la Orden de los Predicadores de haber recibido su hábito de la mismísima Virgen María—ésta era una reivindicación común en diferentes órdenes religiosas en la Edad Media. Hornby no mostraba, por tanto, signo alguno de ser consciente de alguna reivindicación similar hecha por un miembro de la orden carmelita.
Entre estas pruebas confusas, se ha sugerido, que otro carmelita en lugar de San Simón Stock tuvo una visión mística cuya historia fue posteriormente asociada a la vida del santo. Una historia dominica compilada por Gerard of Frachet en 1259-1260 relata la muerte en 1237 ahogado de un santo dominico, el beato Jordan de Sajonia, frente a la costa de Acre, Israel (cerca del Monte Carmelo) y menciona "cierto hermano de la Orden del Carmen" que estuvo tentado a abandonar su vocación ya que Dios había permitido el ahogamiento de tan santo hombre. Cuenta, entonces que el beato Jordan, se le apareció al hermano en una visión, asegurándole que "todo aquél que sirve al Señor Jesucristo hasta el final será salvo." Gerard concluye: "el mismo hermano, y el prior de la misma Orden, el hermano Simón, un hombre religioso y sincero habían contado estas cosas a nuestros monjes." Esta historia muestra una fuerte similitud con la historia tradicional de la visión del escapulario y la promesa de la salvación, con diferencias obvias, es una de las pocas referencias a San Simón Stock escritas durante su vida.
Se ha apuntado también que durante la Edad Media, la cuidadosa historiografía de la clase esperada hoy en día era una excepción, siendo lo común recubrir las creencias teológicas y espirituales en la forma de un cuento o historia.
Fr. Kieran Kavanaugh, OCD, escribe que "desde un punto de vista académico, se debe admitir las carencia de pruebas documentales que demuestren irrefutablemente la veracidad o historicidad de la aparición. Al mismo tiempo, no existe razones contingentes para denunciar la falsedad de la misma y condenar definitivamente su veracidad." La Orden del Carmen declara en su página web, que incluso si la aparición no es histórica, "el escapulario ha permanecido para todos los carmelitas como un signo de protección maternal mariana y de compromiso en seguir a Cristo en las huellas de su Madre, perfecto modelo de todas sus enseñanzas."

## Promesas del Escapulario

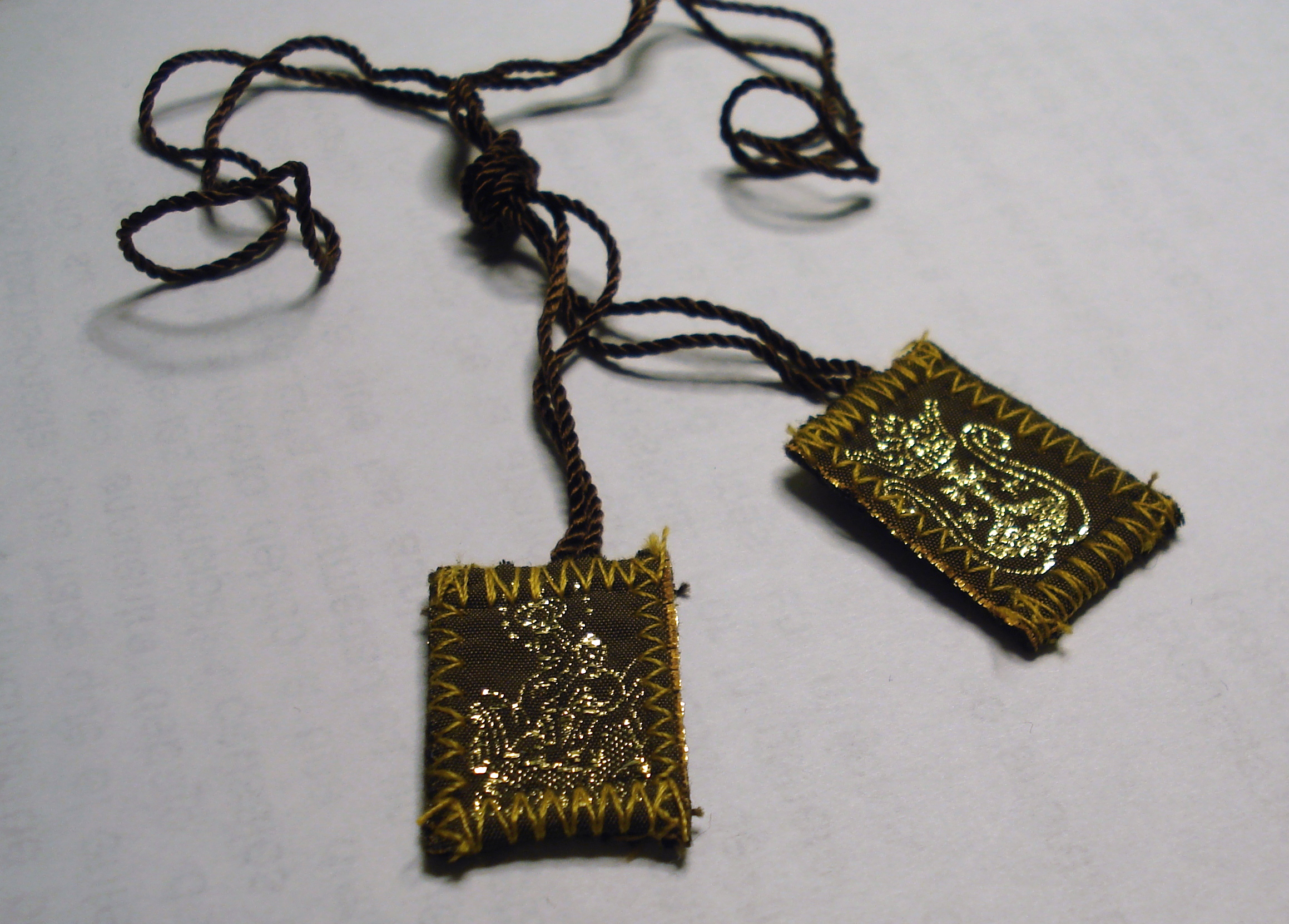
Escapulario del Carmen Descalzo.

La más antigua promesa que se sostiene sobre el escapulario asegura que aquellos que porten el escapulario, hábito carmelita, se salvarán. En principio esto se refiere a los religiosos carmelitas que permanezcan fieles a su vocación. Posteriormente el escapulario del Carmen se ha extendido ampliamente entre los laicos como un sacramental.
En cuanto a la naturaleza de la espiritualidad asociada con el escapulario, la formulación tradicional de la promesa del escapulario es "Toma este Escapulario. Quienquiera que muera llevándolo no sufrirá el fuego eterno. Será un signo de salvación, de protección en peligro y promesa de paz."
A veces el escapulario ha sido preconizado como un camino fácil a la salvación, lo que ha supuesto una crítica a su devoción. El Catecismo de la Iglesia Católica afirma que los sacramentales como el escapulario no confieren la gracia del Espíritu Santo a la manera de los sacramentos, pero por la oración de la Iglesia preparan a recibirla y disponen a cooperar con a ella"
Los creyentes en las promesas tradicionales del escapulario, sostienen que la intercesión de la Virgen asegura la conversión, la perseverancia final y/o los ritos de extremaunción o confesión, que supondrían asegurar las promesas del escapulario al portador. Posiblemente otro argumento es que el escapulario es despreciado por aquellas almas impías y faltas de fe que rechazan las promesas de la Virgen y que por tanto están lejos de portarlo. Otro argumento es que en los casos de pecadores impenitentes, el escapulario, de alguna manera, milagrosa o no, desaparecerá del portador, esto fue sugerido por San Claudio de la Colombière
En 1912 la Enciclopedia Católica exponía una lista de indulgencias, privilegios e indultos del escapulario de la Orden del Monte Carmelo aprobada el 4 de julio de 1908, por la Congregación de las Indulgencias.

## Creencias asociadas con el Escapulario

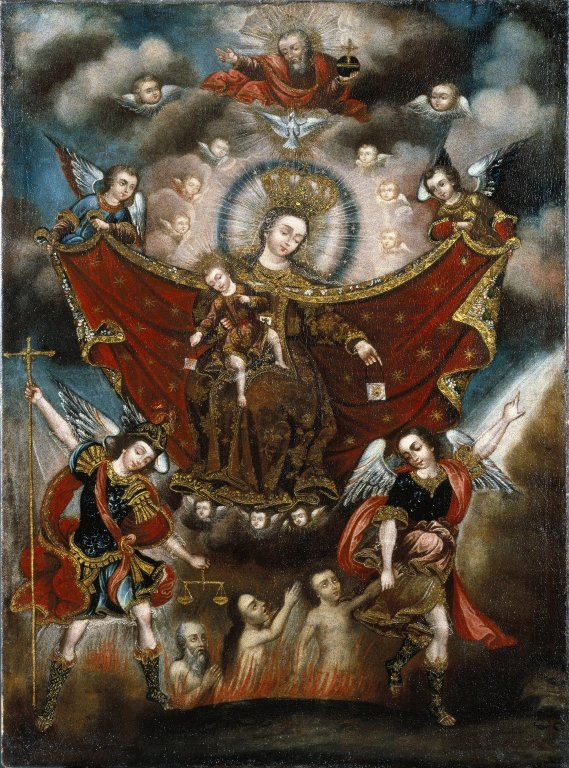
Almas liberadas del purgatorio por la intercesión de Santa María del Carmen que aparece acompañada de la Santísima Trinidad, San Miguel y San Gabriel

La creencia principal del escapulario es la consagración del portador a María. En 1951 Pío XII escribió una carta apostólica a los Carmelitas en el VII centenario de la visión de San Simón Stock, en la que esperaba que el escapulario fuera para ellos un signo de su consagración al Sacratísimo Corazón de la Inmaculada Virgen.
Una de las creencias que más ha popularizado el escapulario del Carmen ha sido la promesa conocida como el Privilegio sabatino. Esta creencia está asociada a una bula papal apócrifa supuestamente dada por Juan XXII en 1322. Dicha bula afirma que Juan XXII tuvo una visión de Nuestra Señora garantizando que por su intercesión, el sábado siguiente a su muerte, ella misma bajaría para sacar a las almas de los carmelitas y su Hermandad del Purgatorio, siempre que cumplieran ciertas condiciones entre las que se incluye el vestir el escapulario del Carmen. La Santa Sede ha negado la validez de este documento desde 1613 y ha prohibido a los carmelitas difundir el privilegio sabatino, una amonestación a la que no siempre se adhieren. Al mismo tiempo, sin embargo, la Iglesia sí permite a los carmelitas predicar que los méritos de María y su inmaculada intercesión ayudará a aquellos que "dediquen su vida a la caridad, hayan portado en vida el escapulario del Carmen, hayan observado la virtud de la castidad, hayan recitado el Pequeño Oficio de Nuestra Señora, o si no pueden leer, hayan observado las fiestas de la iglesia y se hayan abstenido de carne los miércoles y los sábados." Estos elementos se reflejan en versiones más antiguas de los requerimientos para la admisión en la Hermandad del escapulario.
Actualmente, la Orden del Carmen, aunque recomienda la creencia en la oración y la intercesión de la Virgen en la asistencia a las almas y encomienda especial devoción a María especialmente aquellos sábados litúrgicamente dedicados a ella, afirma explícitamente en sus materiales catequéticos que no se ha promulgado ningún privilegio sabatino, y que están en comunión con la Iglesia en su doctrina sobre el tema.

## Apariencia

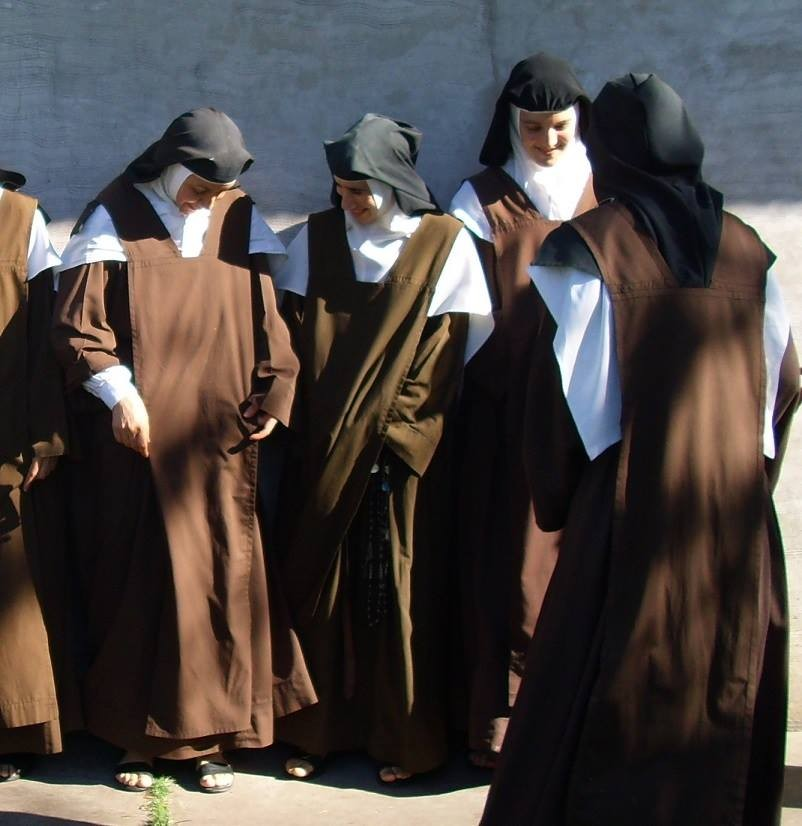
Carmelitas Descalzas de Nogoyá, Argentina, vistiendo el escapulario

El escapulario consiste en dos piezas de tela marrón colgando una de las piezas sobre el pecho del portador y la otra sobre su espalda. Las piezas se hallan unidas con dos cuerdas o tiras que pasan sobre los hombros del portador y sus escápulas (u omóplatos), de aquí procede el nombre "escapulario". Las imágenes cosidas en el escapulario no son necesarias. En el pasado se requería que el escapulario fuera 100% de lana, de hecho los hábitos de los propios religiosos carmelitas están ahora frecuentemente fabricados en otros materiales, menos caros y más resistentes. Normalmente el escapulario se lleva debajo de la ropa pero sin agarrarlo con la ropa interior.
Debido al rápido deterioro de la lana en climas tropicales, desde 1910 aquellos investidos dentro de una hermandad pueden llevar una medalla como escapulario bendito, con una imagen de Cristo con su Sagrado Corazón, en un lado y al otro una imagen de la Virgen. A pesar de lo cual, San Pío X, dejó patente su preferencia por el escapulario de tela, así como Benedicto XV también proclamó la arraigada preferencia de la Iglesia por la tela sobre la medalla. Esta preferencia se asienta en que al ser de tela se resalta el simbolismo del escapulario como prenda de vestir, como hábito.